# Монумент Великій Жовтневій соціалістичній революції (Київ)
Великій Жовтневій соціалістичній революції монумент — монумент, що був розташований на площі Жовтневої революції (тепер Майдан незалежності) з 1977 по 1991 рік.

## Опис
Монумент мав вигляд гранітного пілона (вис. 18,4 м) з фігурою Володимира Леніна з червоного граніту (вис. 8,9 м). Перед пілоном — чотири бронзові фігури: робітника, селянина, робітниці і матроса (висота кожної статуї —  5,25 м). Вся скульптура була розміщена на гранітному стилобаті.

## Знесення
Знесення монументу відбулось відповідно до рішення Київради у вересні 1991 року. В часи президентства Леоніда Кучми на його місці збудували торговельний центр.

## Галерея

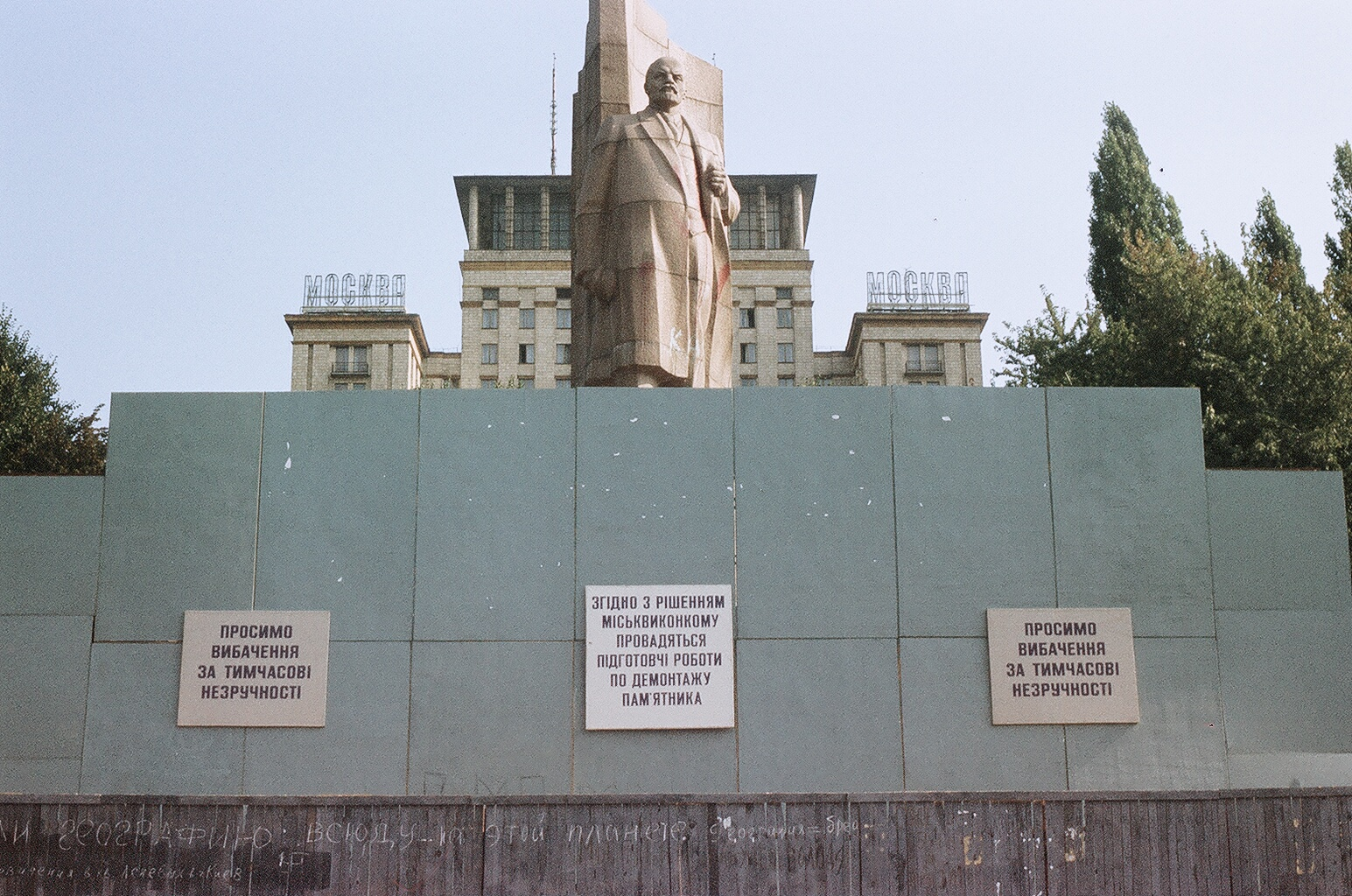
Демонтаж, 12 вересня 1991 р.
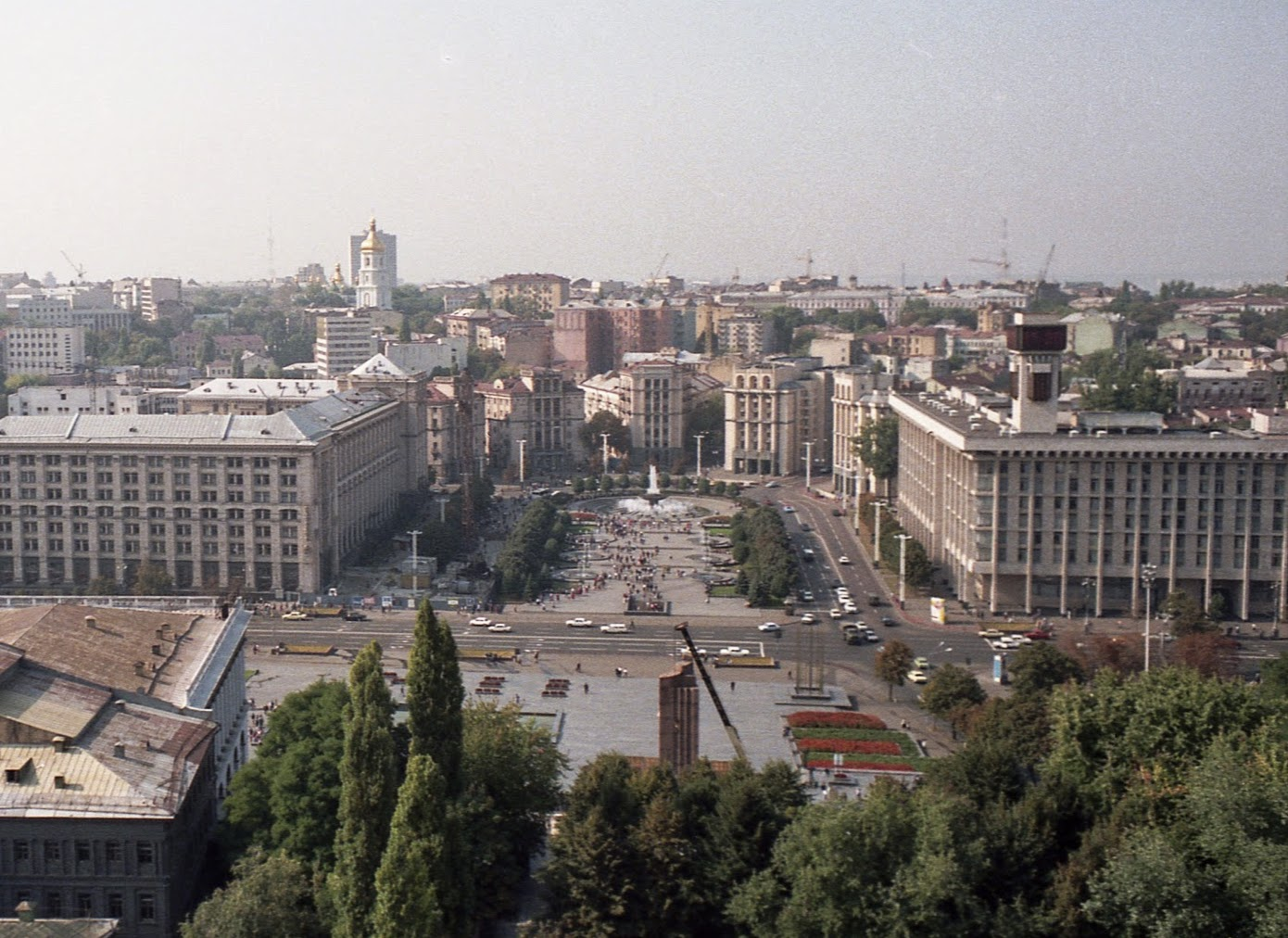
Вересень 1991 р.
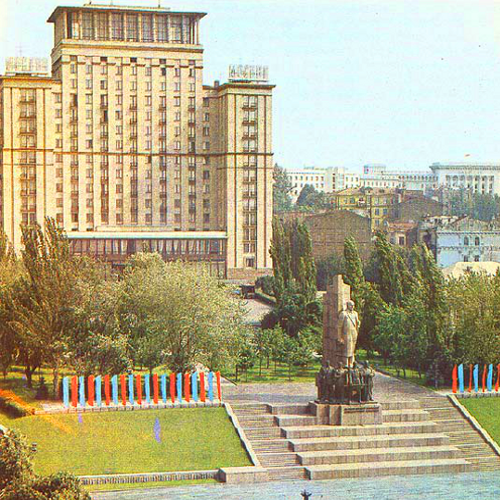